# Ideale (matematica)
In matematica, e più precisamente in algebra, un ideale è un sottoinsieme di un anello chiuso rispetto alla somma interna, all'opposto e al prodotto con qualsiasi elemento dell'anello.

## Definizione
Sia {\displaystyle A} un anello con le operazioni {\displaystyle +} e {\displaystyle *}. Un sottoinsieme {\displaystyle I} di {\displaystyle A} è un ideale destro se:
- {\displaystyle (I,+)} è un sottogruppo di {\displaystyle (A,+)};
- per ogni {\displaystyle i} in {\displaystyle I} ed ogni {\displaystyle a} in {\displaystyle A} l'elemento {\displaystyle i*a} è sempre in {\displaystyle I};

e ideale sinistro se:
- {\displaystyle (I,+)} è un sottogruppo di {\displaystyle (A,+)};
- per ogni {\displaystyle i} in {\displaystyle I} ed ogni {\displaystyle a} in {\displaystyle A} l'elemento {\displaystyle a*i} è sempre in {\displaystyle I}.

Un ideale che sia contemporaneamente destro e sinistro si dice ideale bilatero. Nel caso particolare in cui {\displaystyle A} sia un anello commutativo le nozioni date coincidono e parliamo semplicemente di ideale.
Per semplicità diamo le definizioni seguenti solo in un anello commutativo.
Un ideale {\displaystyle I} è un ideale proprio se è un sottoinsieme proprio di {\displaystyle A}, cioè non coincide con {\displaystyle A}. Un ideale proprio è un ideale massimale se non è contenuto strettamente in nessun altro ideale proprio. Un ideale proprio è un ideale primo se per ogni elemento {\displaystyle ab} in {\displaystyle I}, almeno uno dei due elementi {\displaystyle a} o {\displaystyle b} appartiene ad {\displaystyle I}.
Se ogni elemento {\displaystyle x} di {\displaystyle I} può essere scritto come
{\displaystyle x=\sum _{k=1}^{n}a_{k}i_{k}}
dove {\displaystyle a_{k}} è un elemento di {\displaystyle A} e {\displaystyle \{i_{k}:k=1,\dots ,n\}} è un sottoinsieme finito fissato di {\displaystyle I}, diciamo che {\displaystyle I} è finitamente generato e si scriverà {\displaystyle I=(i_{1},\dots ,i_{n})}. Se {\displaystyle I} è generato da un solo elemento diciamo che è un ideale principale.

## Storia
Il concetto di ideale fu introdotto da Ernst Kummer, per generalizzare il teorema fondamentale dell'aritmetica, che asserisce l'unicità della scomposizione di un numero intero in fattori primi. Tale unicità non è più valida se si considerano estensioni dei numeri interi, come l'anello
{\displaystyle \mathbb {Z} \left[{\sqrt {-5}}\right]=\left\{m+n{\sqrt {-5}}\mid m,\,n\in \mathbb {Z} \right\}}.
Ad esempio, il numero 6 ha due possibili scomposizioni in numeri primi:
{\displaystyle 6=2\times 3=\left(1+{\sqrt {-5}}\right)\left(1-{\sqrt {-5}}\right)}.
I primi {\displaystyle {\sqrt {2}}}, {\displaystyle {\frac {\left(1+{\sqrt {-5}}\right)}{\sqrt {2}}}} e {\displaystyle {\frac {\left(1-{\sqrt {-5}}\right)}{\sqrt {2}}}}, consentono una scomposizione unica di {\displaystyle 6}, tuttavia essi non appartengono a {\displaystyle \mathbb {Z} \left[{\sqrt {-5}}\right]}, anche se vi appartiene ogni loro prodotto. Per tale caratteristica, Kummer denominò questi numeri come "primi ideali", dimostrando la decomposizione unica degli ideali in ideali primi per molte estensioni di {\displaystyle \mathbb {Z} }. Gli ideali furono pertanto definiti come gli insiemi formati dai prodotti di numeri ideali; a partire da questa idea, Richard Dedekind diede nel 1871 la definizione attuale di ideale.

## Proprietà
- Un ideale è proprio se e solo se non contiene l'unità dell'anello. Infatti appartengono all'ideale tutti i numeri ottenuti moltiplicando un qualsiasi elemento di A per 1.
- Più in generale risulta che {\displaystyle u\in I\Rightarrow I\equiv A} se {\displaystyle u} è invertibile. Infatti se {\displaystyle u} è invertibile {\displaystyle u^{-1}\in A}, quindi anche {\displaystyle uu^{-1}=1\in I} e ci si riporta al caso precedente.
- L'anello quoziente {\displaystyle A/I} è un dominio d'integrità se e solo se {\displaystyle I} è un ideale primo.
- L'anello quoziente {\displaystyle A/I} è un campo se e solo se {\displaystyle I} è un ideale massimale.
- Gli ideali giocano un ruolo simile a quello dei sottogruppi normali nei teoremi di isomorfismo sugli anelli.
- Un ideale può essere visto come sottomodulo di un anello e molti teoremi sugli ideali possono essere estesi alla teoria dei moduli.

## Operazioni sugli ideali
Si definiscono somma e prodotto di ideali gli ideali definiti nel seguente modo:
{\displaystyle I+J:=\{a+b\,|\,a\in I,b\in J\}}
e
{\displaystyle IJ:=\{a_{1}b_{1}+\dots +a_{n}b_{n}\,|\,a_{i}\in I,b_{i}\in J,i=1,2,\dots ,n;{\mbox{ per }}n=1,2,\dots \},}
Il prodotto di ideali è contenuto nella loro intersezione, mentre l'unione di due ideali è contenuta nella loro somma.
L'intersezione di due ideali è ancora un ideale, mentre l'unione non sempre.
Un'altra operazione è il radicale di un ideale.

## Esempi
- Gli interi pari formano un ideale nell'anello {\displaystyle \mathbb {Z} } di tutti gli interi.
- Nell'anello {\displaystyle \mathbb {Z} } degli interi, ogni ideale proprio è principale.
- L'insieme di tutti i polinomi a coefficienti reali divisibili per il polinomio {\displaystyle x^{2}+1} è un ideale nell'anello di tutti i polinomi.
- L'insieme delle matrici quadrate con {\displaystyle n} righe aventi l'ultima colonna nulla formano un ideale sinistro nell'anello di tutte le matrici quadrate con {\displaystyle n} righe. Non è un ideale destro!
- L'anello {\displaystyle C(\mathbb {R} )} di tutte le funzioni continue da {\displaystyle \mathbb {R} } in {\displaystyle \mathbb {R} } contiene l'ideale di tutte le funzioni continue {\displaystyle f} tali che {\displaystyle f(1)=0}.
- {\displaystyle \{0\}} e {\displaystyle A} sono ideali in qualsiasi anello {\displaystyle A}. Se {\displaystyle A} è commutativo, allora {\displaystyle A} è un campo se e solo se questi sono gli unici ideali di {\displaystyle A}.